# Hofgård
Hofgård (finska: Hovinkartano) är en herrgård i Tavastehus i det finländska landskapet Egentliga Tavastland. Herrgården är belägen i Hauho vid sjön Iso-Roine. Till Hofgårds tidigare ägare hör släkterna Godenhjelm, Gripenberg, Jansson, Leopold, Engström och Furuhjelm.
På gårdsområdet finns en hednisk offerlund från 1000-talet som är skyddad som fornlämning.

## Historia
De första kungliga skriftliga källor som omnämner Hofgård härstammar från 1300-talet. Storgården bildades på 1500-talet och på 1600-talet bildades gården till ett rusthåll.

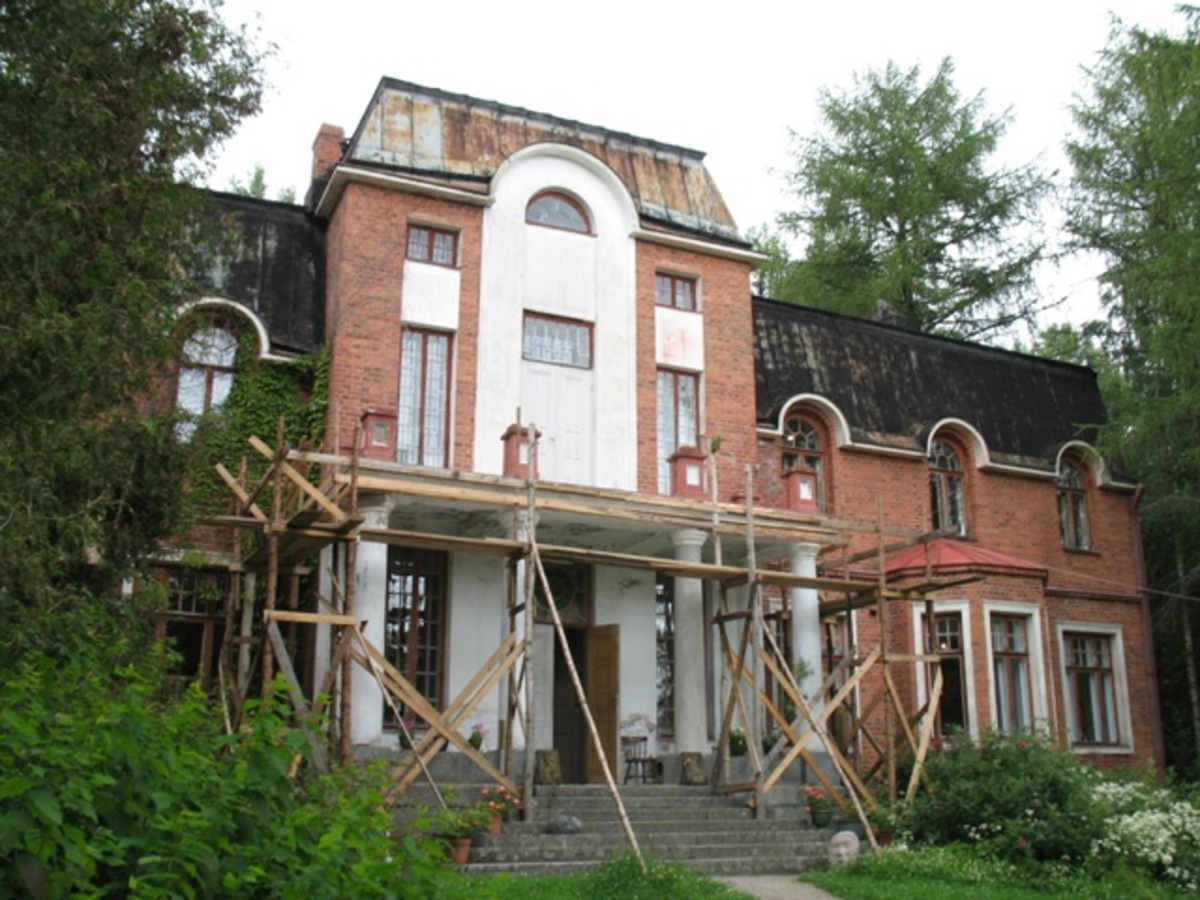
Den nya huvudbyggnaden i jugendstil.

Det finns två huvudbyggnader på gårdsområdet. Den äldre byggnader i timmer är uppförd i empirstil och färdigställdes 1830. Den nyare huvudbyggnaden i jugendstil färdigställdes 1914. Empirbyggnaden byggdes under släkten Gripenbergs tid och är välbevarad. Under släkten Janssons tid förnyades Hofgård. Bland annat tegelfabriken, mejeriet, ladugårdarna, kvarnen, och sädesmagasinet byggdes under 1890- och 1910-talen.
Domaren August Jansson lät bygga den nya huvudbyggnaden i jugendstil år 1914. Byggnaden var en gåva åt sin fru Hilma på parets 25-årsjubileum. Tegel från Hofgårds egna tegelfabrik användes för att bygga jugendslottet. Numera finns det ett apoteksmuseum och en restaurang i byggnaden. År 2006 blev Hofgård ett konstcentrum.